# Анищенко, Александр Владимирович (министр)
Александр Владимирович Анищенко (укр. Олександр Володимирович Аніщенко; род. 13 октября 1950, Краматорск, Сталинская область) — украинский медик, государственный деятель, министр здравоохранения Украины (24 мая 2011 — 14 февраля 2012).

## Биография
Александр Владимирович родился 13 октября 1950 года в городе Краматорске Донецкой области.
- В 1974 году окончил Донецкий государственный медицинский институт по специализиции «врач-педиатр».
- В 1975—1976 годах — врач-педиатр донецкой городской больницы № 11.
- В 1976 году — участковый врач-педиатр, врач-ортопед-травматолог, главный врач донецкой городской детской больницы № 5.
- В декабре 2010 года становится первым заместителем министра здравоохранения.
- 24 мая 2011 года — назначен министром здравоохранения Украины.
- 14 февраля 2012 года указом Президента Украины В. Ф. Януковича уволен с должности министра здравоохранения Украины[1].